# AMPK
AMPK (formado del inglés: AMP-activated protein kinase —'proteína cinasa activada por AMP'—), es un complejo enzimático que se activa con el aumento de relación AMP-ATP, así es considerado un detector de energía celular el cual ayuda al balance energético de la célula y el consumo de calorías. Este complejo enzimático es activado por la kinasa LKB1 y es capaz de fosforilar enzimas que participan en el consumo de ATP y la generación de ATP, igualmente disminuye o incrementa la expresión de ciertos genes involucrados en procesos como la lipogénesis.
La AMPK se encuentra en la mayoría de órganos en el cuerpo humano, hígado, músculo, células adiposas, entre otros. La AMPK puede ser activada en el cerebro dando sensación de hambre debido a la pérdida de energía en el cuerpo. Esta enzima participa en procesos de producción de energía como la glucólisis, la oxidación de lípidos y la gluconeogénesis, por esto la AMPK ha sido considerada para tratar enfermedades como la diabetes mellitus tipo 2

## Estructura
La AMPK es una enzima compuesta por tres subunidades, una subunidad-α-catalítica y dos subunidades no catalíticas, β y Υ. Existen ciertos genes que codifican para ciertas formas de las subunidades α y β, las formas son α1, α2, β1 y β2. y las formas Υ1 y Υ3 pertenecen a la subunidad Υ, la forma α2 se encuentra en gran cantidad en el músculo esquelético y en el cardíaco, en el páncreas predomina la forma α1.
Las subunidades Υ poseen ciertos dominios de unión al glicógeno, este dominio es dado gracias a la enzima isoamilasa, las fosfatasas y varias proteínas que tienen unión al almidón. La cercanía que tiene la AMPK con el glicógeno le permite actuar, realizando cambios rápidos en el metabolismo energético.

## Regulación
La AMPK puede ser regulada por el AMP (Adenina de monofosfato), esto va a proporcionar una activación alostérica directa, haciendo que la AMPK se vuelva en un mal sustrato para la defosforilacion, así como el AMP lo afecta negativamente también lo puede llevar en una dirección positiva, fosforilación. La mínima elevación de la concentración de AMP, puede llevar a un drástico incremento en la actividad de la AMPK. La enzima que cataliza esta reacción se llama adelinato-kinasa y hace que la AMPK sea ultrasensible a los cambios en la concentración ATP/ADP, dando la siguiente reacción:
2ADP---> ATP+AMP

## Importancia clínica
Se han encontrado mutaciones en los diferentes dominios y sobre todo en la subunidad Υ, en su forma Υ2. Esta forma está asociada con el síndrome de Wolff-Parkinson-White y la miocardiopatía hipertrófica familiar. Gracias a esto se da una mutación asociada que consta de almacenamiento de glicogeno hereditario y normalmente es letal, todo esto se da por la sustitución de un aminoácido, glutamato por arginina. Además la proteína cinasa activada por AMPK (AMPK), resulta vital para reducir el ritmo de desgaste muscular propio del envejecimiento